# Фон Ебнерова жлезда
Фон Ебнерова жлезда јесте егзокрина пљувачна жлезда, заправо серозна пљувачна жлезда која се налази у устима, у дну шанца густативних језичних папила, опшанчаних и листастих у пределу од задње трећине језика до sulcus terminalis-a.
Секретују лингвалну липазу која започиње процес липидне хидролизе у устима. Такође, серозна течност која се лучи у дну шанца густативних папила служи како би чистила супстанце из шанца, пречишћавала густативне квржице (caliculi gustatorii), како би оне могле да реагују на дражи.
Инервисане су највише деветим кранијалним живцем n. glossopharyngeus.
Открили су их два аустријска хистолога, Антон Гилберт Виктор фон Ебнер и Ритер фон Рофенстејн.